# Karl Bethke
Karl Bethke (* 7. November 1878 in Groß Lubin, Kreis Schwetz; † 13. Juni 1929 in Rähnitz-Hellerau) war ein deutscher sozialdemokratischer Politiker.
Bethke erlernte den Beruf des Holzbildhauers und war bis 1911 als Geselle in diesem Gewerbe tätig.
In den Jahren 1903 und 1904 war er Vorsitzender der Filiale des Bildhauerverbandes in Berlin. Außerdem gehörte Bethke dem Zentralvorstand der SPD für Großberlin von 1909 bis 1911 an. Zwischen 1911 und 1919 arbeitete er hauptberuflich als Parteisekretär und Redakteur in Freiberg in Sachsen.
Während der Novemberrevolution war er Delegierter des ersten Reichsrätekongresses. Danach gehörte Bethke der Weimarer Nationalversammlung an. Zwischen 1920 und 1926 arbeitete er als Bezirksparteisekretär der SPD für Ostsachsen mit Sitz in Dresden. Zwischen 1920 und 1929 war er Mitglied des Sächsischen Landtages.
Im Sachsenkonflikt unterstützte Bethke 1924 bis 1926 die Regierung Max Heldt und trat zur Alten sozialdemokratischen Partei über. Dort gehörte er dem zentralen Vorstand an und war ab 1928 Vorsitzender des Bezirks Ostsachsen. Seit 1926 war er Redakteur der Sächsischen Staatszeitung in Dresden.